# Bibliothèque Lucien-Deiss
La bibliothèque Lucien-Deiss est la bibliothèque de la province de France des Spiritains. Elle compte aujourd’hui à peu près 80 000 ouvrages de théologie, ethnologie, droit, etc. avec notamment de riches collections sur l’Afrique et les Antilles, et environ quarante-cinq revues spécialisées. 

## Présentation
La bibliothèque Lucien Deiss est ouverte chaque jour de la semaine, en particulier aux étudiants, enseignants et chercheurs. Pendant quelques années, elle a organisé une exposition de livres anciens pour les Journées du patrimoine. La revue Spiritus, éditée par un collectif de congrégations missionnaires, a son siège également ici. Elle fait partie du réseau de l’Association des bibliothèques chrétiennes de France.

## Histoire
Dès les années 1700, le séminaire du Saint-Esprit à Paris s’est doté d’une bibliothèque au service des professeurs et des étudiants en vue d’un départ en mission. Dans les années 1850, elle a été considérablement enrichie par le P. Mathurin Gaultier (1803-1869). Le fonds Gaultier comptait environ 10 000 volumes.
Pour disposer de plus d’espace, la bibliothèque s’est installée à Chevilly en 1959. Elle était auparavant située rue Lhomond à Paris. Elle porte le nom du P. Lucien Deiss (1921-2007), compositeur de chants religieux et exégète spiritain, artisan du renouveau liturgique avant et après Vatican II.
Parmi ceux qui ont contribué à enrichir ses collections, on peut citer les noms de Roger Le Déaut (1923-2000), spiritain et professeur de langue et de littérature araméenne et targumique à l’Institut biblique pontifical à Rome, ainsi que celui de Charles-Robert Ageron (1923-2008), historien spécialiste de la colonisation française en Algérie, qui furent d’importants donateurs.

## Galerie

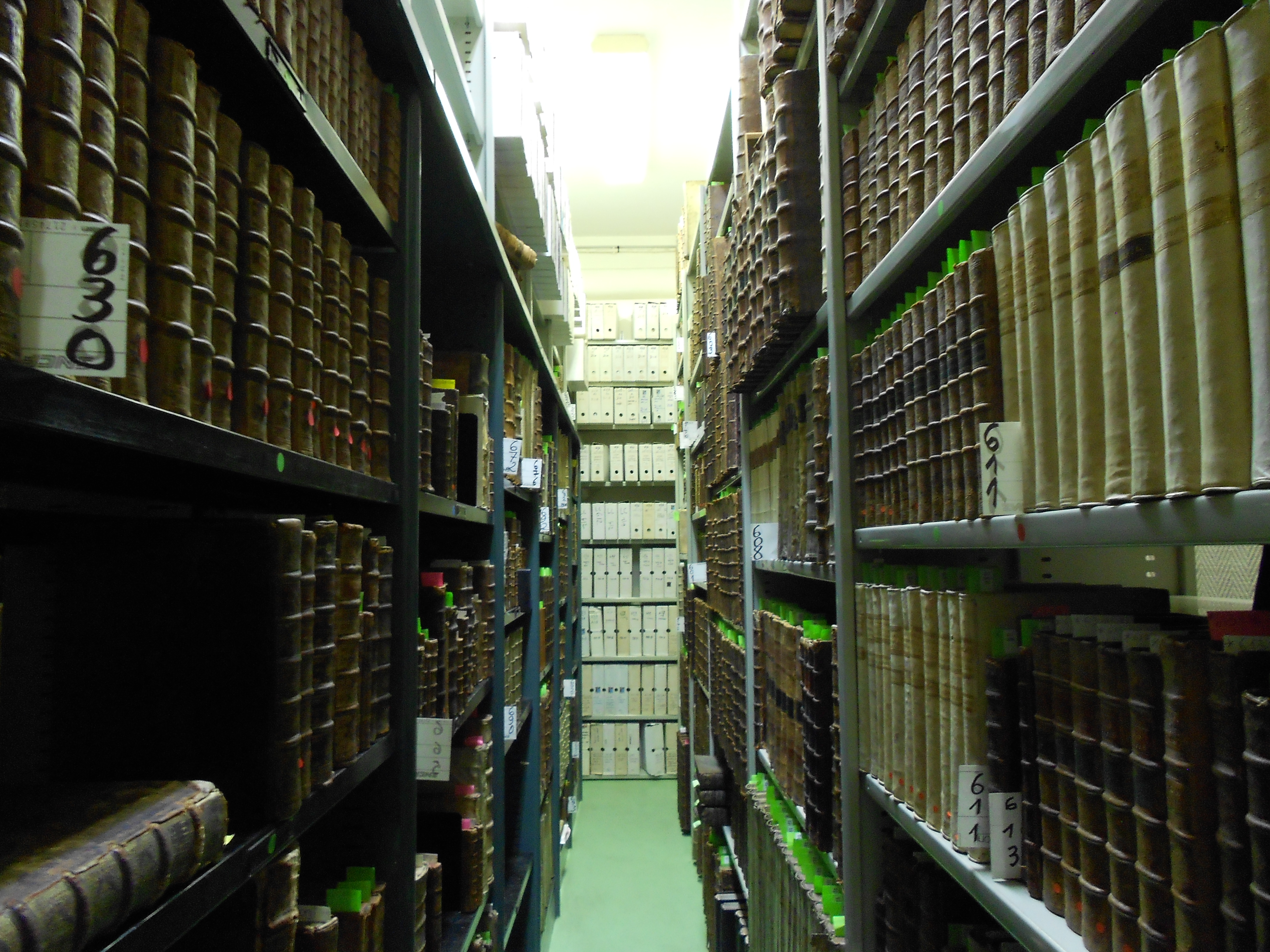
Le fonds ancien avec les incunables.
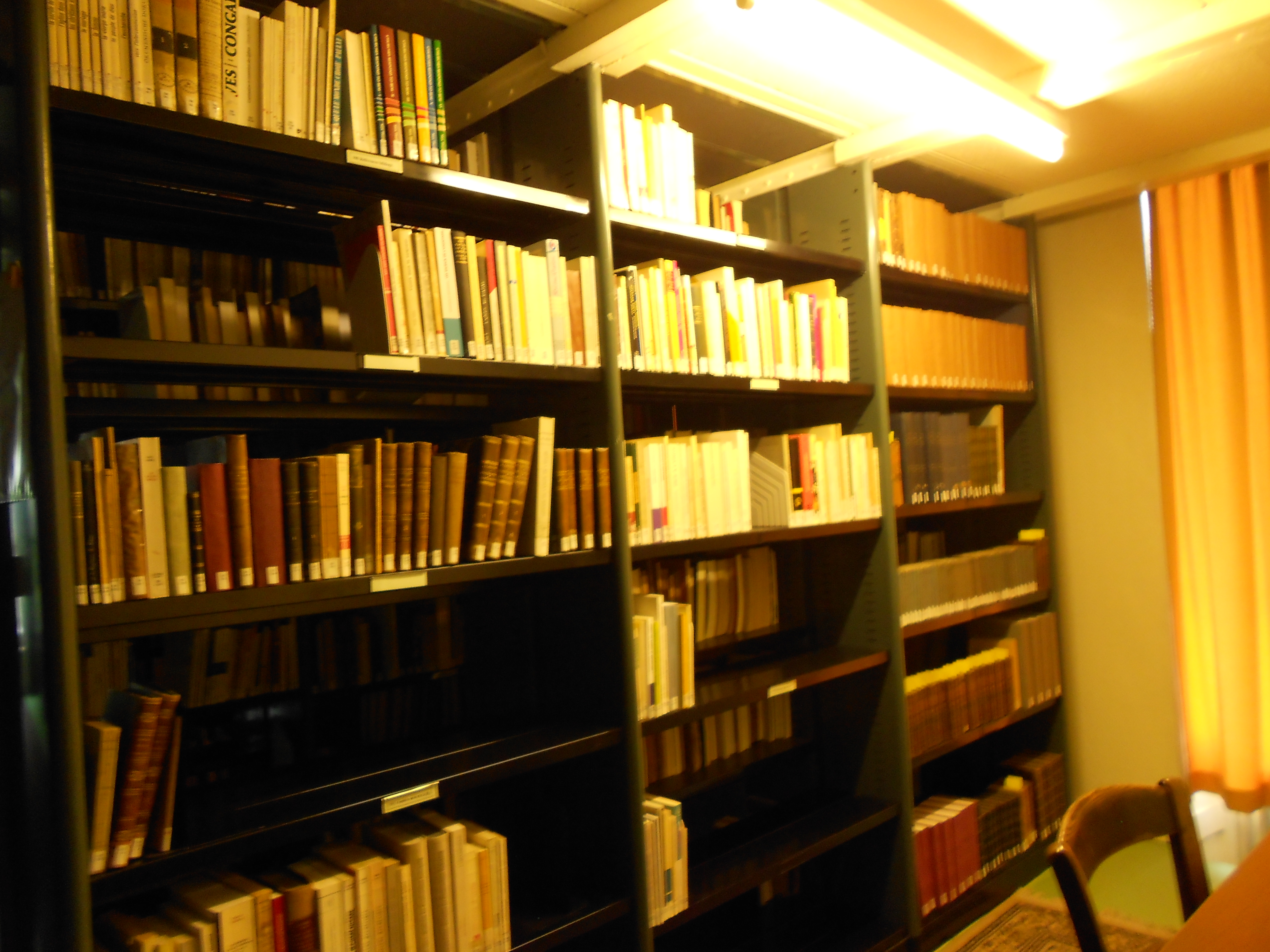
L'intérieur de la bibliothèque.
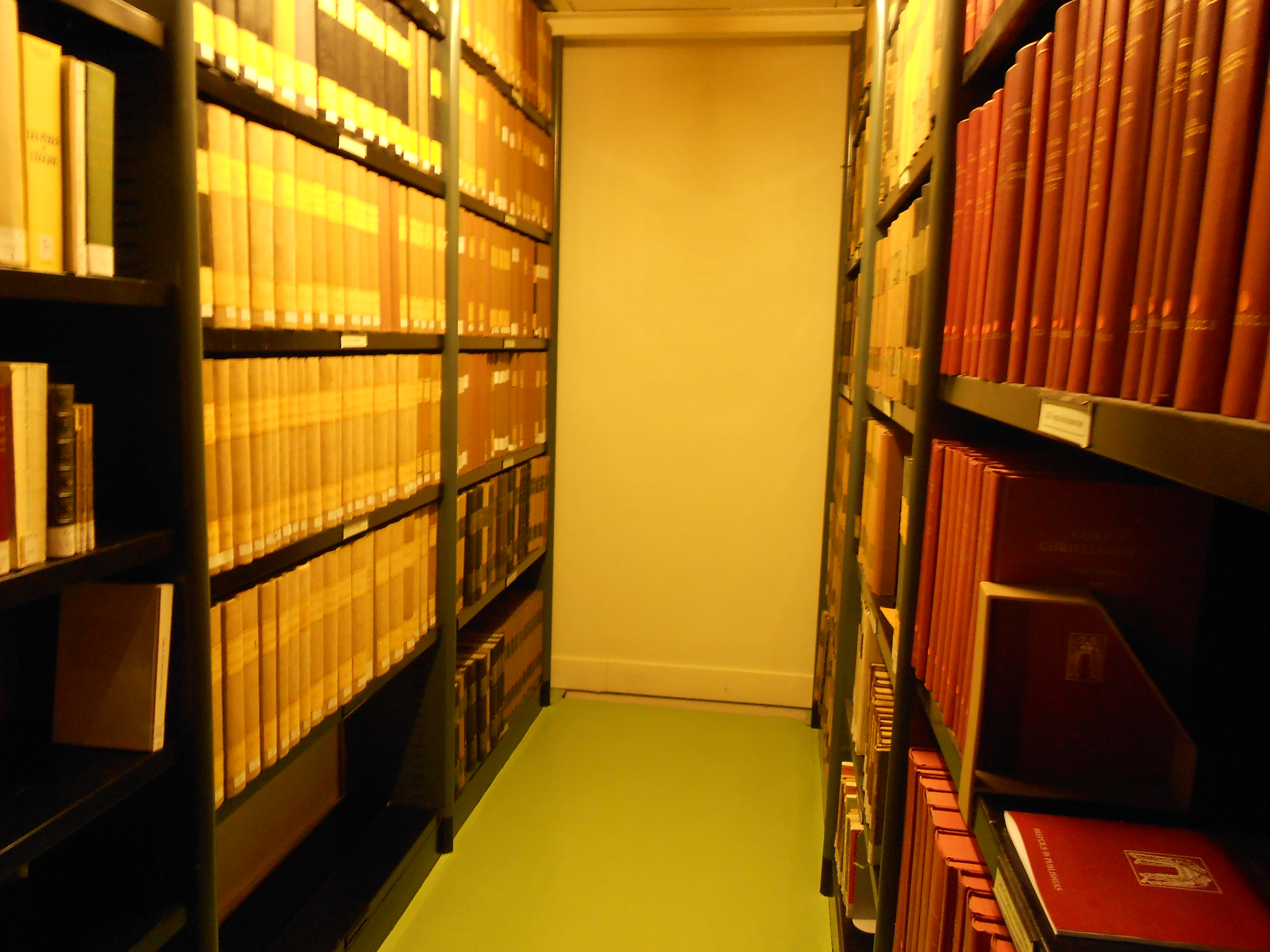
L'intérieur de la bibliothèque.